# Petrinja
Petrinja (německy a italsky Petrinia) je město ve středním Chorvatsku, 9 km jihozápadně od města Sisak v historické oblasti Banovina. Město spadá do Sisacko-Moslavinské župy. V Petrinji žije 15 683 obyvatel, zatímco v celé samosprávné oblasti žije 24 671 obyvatel (2011). Kolem města protéká řeka Kupa, město ze severní strany přiléhá k jejím lužním lesům.

## Název
Název Petrinja pochází z řeckého slova pro kámen (πέτρα), který byl přejat přes latiny. Předpokládá se, že zde nějaké osídlení exstovalo již v době existence Římské říše a že se v nedaleké lokalitě Zrinjska Gora těžil kámen. 

## Historie

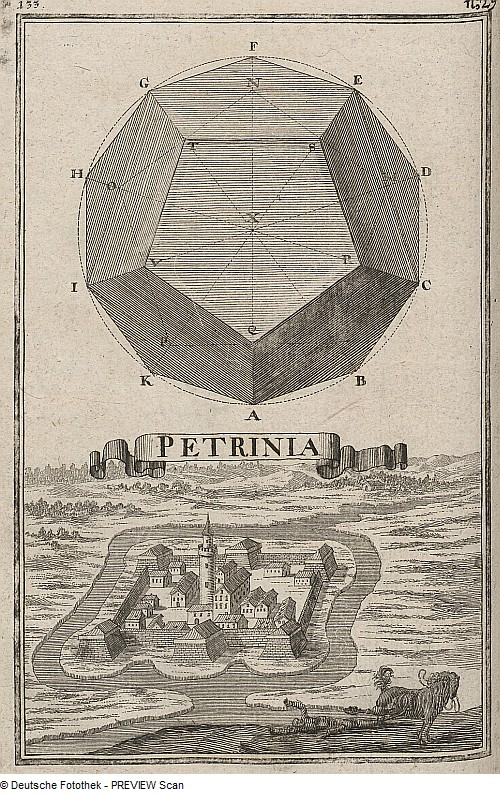
Veduta Petrinji v závěru 17. století.

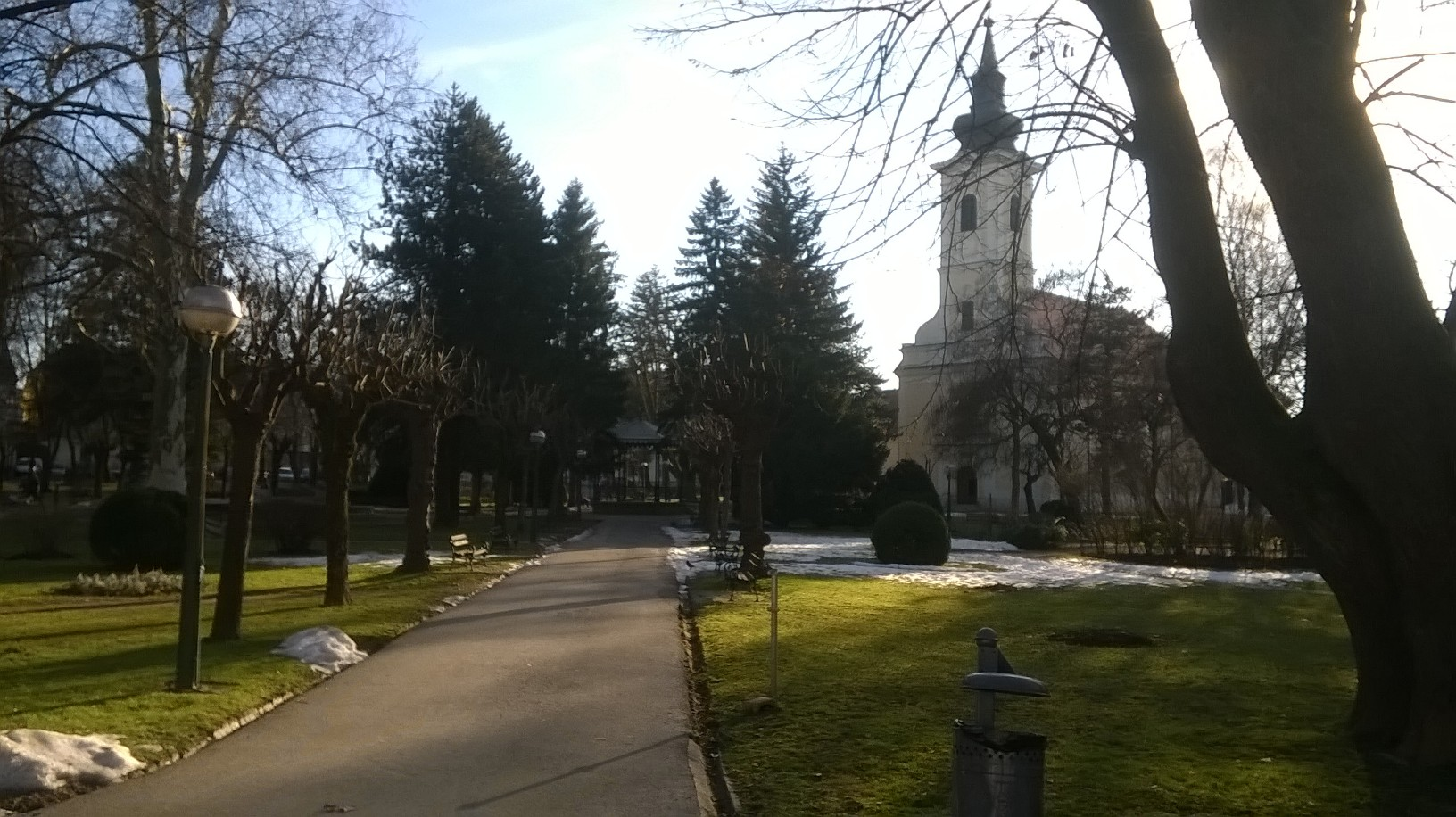
Náměstí s kostelem.

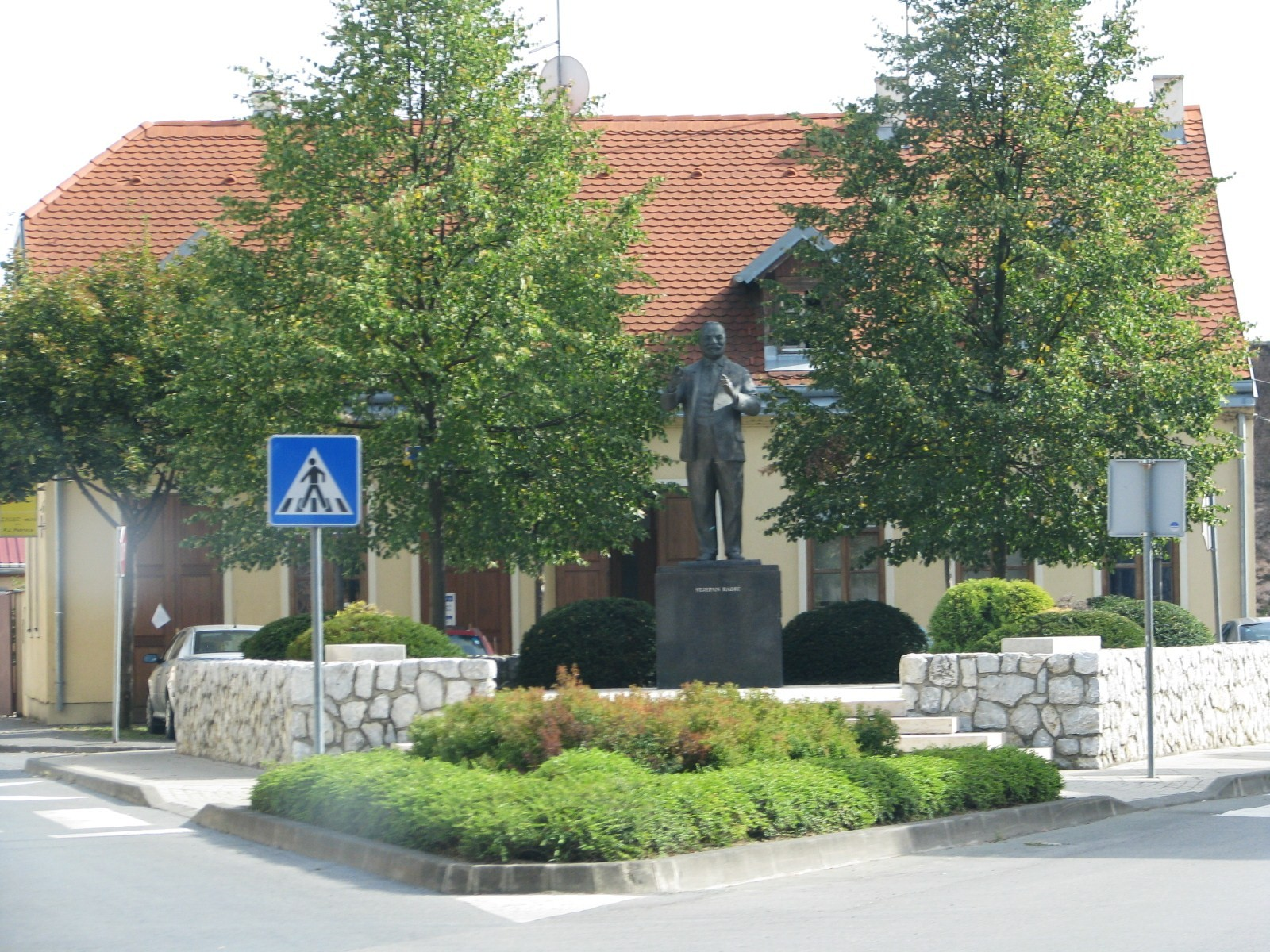
Památník Stjepanovi Radićovi v Petrinji.

Západně od Petrinje se nachází Petrova Gora, kde v roce 1097 proběhla bitva mezi Petrem Svačićem a Kolomanem Uherským.
První písemná zmínka o tomto názvu pochází z roku 1201. Ačkoliv lze předpokládat, že zde již v tu dobu existovalo trvalé osídlení, zmínka se vztahuje na řeku Petrinjčica. Ve středověku zde bylo postaveno opevnění, které mělo zajistit obranu před tureckými výboji. Když v roce 1543 Turci dosáhli Petrinje, nechali obránci pevnost zbourat, aby nepadla do tureckých rukou. Lokalita nicméně obsazena nebyla a ještě v 16. století vznikla nová pevnost v nové lokalitě. Tu sice Turci získali, v závěru 16. století se ji ale podařilo dobýt. Město bylo následně začleněno do tzv. Vojenské hranice, kde bylo jedním z jejích obchodních center. O tom vydala rozhodnutí tehdejší rakouská císařovna Marie Terezie.
Na počátku 19. století bylo město okupováno francouzským vojskem a začleněno do tzv. Ilyrských provincií jako jedna z jejich nejvýchodnějších částí. Francouzi zde mimo jiné nechali vysázet řadu lip a tradice lipových alejí v Petrinji se drží do současné doby.[zdroj?]
Rozvoj Petrinje v 19. století omezila industrializace nedalekého Sisaku, díky čemuž byl růst obyvatel sídla pomalejší. Společenský rozvoj nicméně přišel tak jako tak, a to založením městské kapely v roce 1808, knihovny roku 1843, učitelské školy v roce 1862 a pěveckého souboru Slavulj v roce 1864. Dále ještě vznikl hasičský sbor v roce 1880 a v roce 1881 potom i první tiskárna. V rámci chorvatsko-slovanského království spadalo město pod Záhřebskou župu. V roce 1905 zde již působilo několik vzdělávacích institucí, např. vinařská škola, reálné gymnázium apod. Bylo zajištěno telegrafní spojení i poštovní služby.
V roce 1937 se zde uskutečnilo jednání, které mělo ukončit platnost panovníkem vnucené oktrojované ústavy Jugoslávie. Dohodu nakonec tehdejší král odmítl a tak z ní sešlo.
Během války bylo město součástí nezávislého státu Chorvatsko a docházelo zde k perzekucím nechorvatského obyvatelstva. Město bylo administrativně přičleněno k župě Gora se sídlem v Záhřebu.
Po druhé světové válce zde byl postaven potravinářský závod společnosti Gavrilović. V souvislosti s ním se začal zvyšovat počet obyvatel Petrinje. V roce 1953 zde žilo 5858 obyvatel, roku 1961 to bylo 8065, roku 1971 12 155 a roku 1991, v posledním jugoslávském sčítání lidu 18 706. Nerovnoměrně se změnilo i národnostní složení města, kdy se sestěhovával především srbský venkov, a tak se podíl srbského obyvatelstva na počtu obyvatel zvyšoval postupně z 16 % v roce 1948 až na 45 % v roce 1991.
Před vypuknutím chorvatské války za nezávislost zde bylo obyvatelstvo rozděleno etnicky půl na půl mezi Chorvaty a Srby. Město bylo zahrnuto na začátku války pod tzv. Republiku srbskou krajinu (útvar vyhlášený srbskými vzbouřenci na chorvatském území). Přestřelky začaly okolo místní policejní stanice. Během války požádal místní srbský starosta vstup srbských paravojenských jednotek pod vedením Željka Ražnatoviće (Arkana) do města. Petrinja byla během konfliktu značně poničena. Chorvatská armáda získala nad městem kontrolu v rámci tzv. Operace Bouře (chorvatsky Operacija Oluja). Četní Srbové byli z města vyhnáni nebo se vystěhovali. Výsledkem tak bylo, že se počet obyvatel općiny Petrinja po válce snížil z 35 tisíc na pouhých 23 tisíc lidí (samotné město pokleslo z 18 na 13 tisíc). Ve válce padlo na 600 místních obyvatel.
28. prosince 2020 v Petrinji došlo ke dvěma silným zemětřesením, která dosáhla na Richterově stupnici hodnot 5,2 a 4,9 a zasáhla širokou oblast, kromě Petrinje především města Sisak, Záhřeb, Karlovac, Ogulin a Zaprešić. Druhý den, 29. prosince, v oblasti došlo k masivnímu zemětřesení o magnitudu 6,4. Tento otřes město značně poničil a velkou část domů udělal neobyvatelnými. Starosta Darinko Dumbović řekl chorvatského deníku Večernji, že se bude muset zbourat 90% procent města. Pro obyvatele města, kteří neměli střechu nad hlavou, bylo v lokalitách Sajmiště a Češko Selo vybudováno nové dočasné sídliště z kontejnerových buněk. Uzavřeno bylo v roce 2022, kdy místní své domy obnovili. Zemětřesení zničilo mimo jiné některé historické budovy. Chorvatský stát přislíbil pomoc s obnovou, ta však byla realizována v menším objemu, než bylo původně přislíbeno. Financována byla např. výstavba nové základní školy.

## Kultura

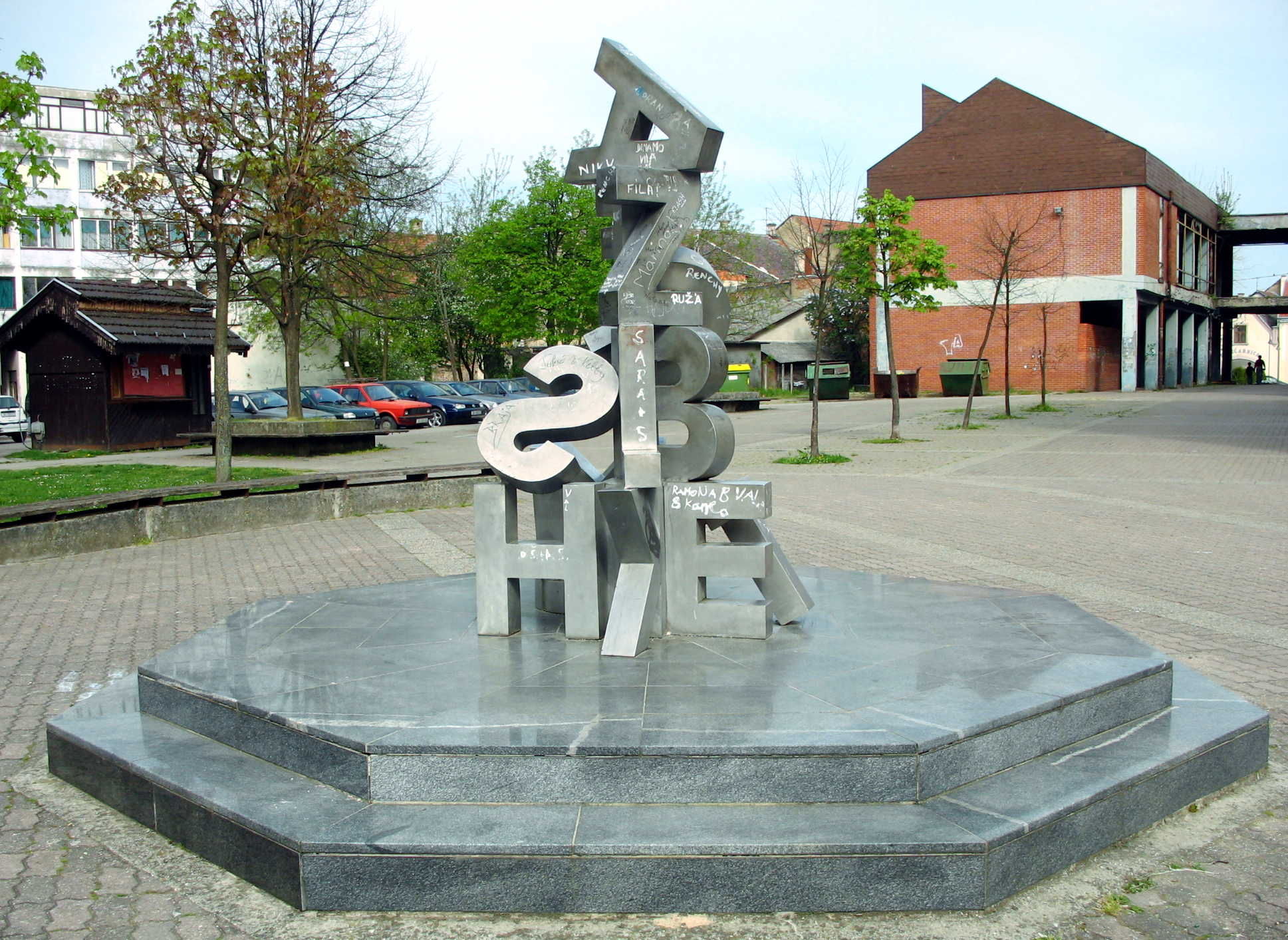
Památník petrinjským učitelům představující písmena abecedy.

V Petrinji se nachází římskokatolický kostel sv. Vavřince (chorvatsky Crkva svetog Lovre). Postaven byl v barokním stylu v závěru 18. století. Kostel Proměnění Páně (chorvatsky crkva Preobraženja Gospodnjeg) byl vysvěcen v roce 2022 a dokončen po plánovaných 11 letech. Kostel svatého Spyridona je srbský pravoslavný a budován na místě kostela zničeného během druhé světové války.
Dříve na náměstí stála také socha chorvatského politika Stjepana Radiće, který byl v roce 1929 v jugoslávském parlamentu zastřelen. V roce 1963 byla socha přemístěna z náměstí do parku a později zpět na náměstí, které dnes nese název po Franju Tuđmanovi. 
Na náměstí stojí také budova Chorvatského domu, jehož součástí je také městská knihovna. Ve městě má svoji pobočku také Matice chorvatská. Nachází se tu rovněž i galerie, která nese název po Krstu Hedegušićovi.

## Ekonomika
Petrinja patří k hospodářsky méně rozvinutým oblastem Chorvatska. Do Chorvatské války za nezávislost zde byl rozvinutý potravinářský průmysl a dále průmysl výroby dřevěných podlah. I dnes zde stojí rozsáhlý masný závod.

## Školství
V Petrinji stojí tři základní školy a dále jedna škola střední, která zahrnuje gymnaziální studijní program, veterinároní program, potravinářství apod. Nachází se zde rovněž i dlouhou dobu existující škola pro učitele. 

## Ostatní instituce
U Petrinji se nachází kasárna chorvatské armády.

## Doprava
Petrinja měla stanici na nepoužívané železniční trati Sisak–Karlovac. Trať byla snesena a jediné, co z ní zůstalo, je budova nádraží. Meziměstskou dopravu zde zajišťují autobusy.
Městem procházejí silnice celostátního významu č. D30 a D37 (první uvedená severo-jižním a druhá východo-západním směrem).

## Známé osobnosti
- Franjo Jelačić (1746–1810), důstojník z rodu Jelačićů
- Stevan Šupljikac (1786–1848), vojenský velitel
- Janko Grahor (1827–1906), architekt
- Emil Vojnović (1851–1927), generál rakousko-uherské armády
- Oton Kučera (1856–1931), astronom
- Krsto Hegedušić (1901–1975), umělec
- Branko Horvat (1928–2003), ekonom a politik
- Milan Nenadić (1943–), sportovec
- Drago Roksandić (1948-), historik
- Marijan Vlak (1955–), fotbalista
- Vlado Lisjak (1962–), sportovec
- Aleksandar Jovančević (1970–), sportovec
- Drago Roksandić, (1948–), historik[14]